# アントン・パンネクーク
アントン・パンネクーク（Anton Pannekoek 、1873年1月2日 – 1960年4月28日）は、オランダの天文学者・マルクス主義理論家。
日本語のカタカナでは、姓をパンネクックと表記することもある。

## 生涯
パンネクークはライデン大学で数学と科学を学び、ライデン天文台で研究を始めた。
アメリカの作家エドワード・ベラミーの著作 Equalityを読んでから、熱心な社会主義者となりカール・マルクスの理論を研究し、すぐにオランダやドイツの雑誌に寄稿する著名なマルクス主義著述家となった。オランダでの仕事への不満からベルリンに移り、ドイツの社会主義政党が設立した学校の教師となったが、過激な主張は政府や組合としばしばトラブルを起こした。
第一次世界大戦が始まるとオランダに戻り化学と科学の教師となった。ライデン天文台は復帰を望んだが政府の反対で復帰できなかった。1925年にアムステルダム市がアムステルダム大学の助教授の職を認め、1932年に教授となった。
天文学の分野では、銀河の星の分布、銀河の構造の研究を行った。後に星の誕生についても研究し、オランダにおける天文物理学の創始者とされる。
理論的な研究のほかに、日食の観測や恒星のスペクトル観測のために外国での観測を行った。1926年ジャワ島で南半球の天体の観測した。天文学の歴史にも興味をもち著書『天文学史』はオランダ語、英語で出版された。
1936年にハーバード大学から名誉学位を贈られ、1951年王立天文学会ゴールドメダルを受賞した。月のクレーターと小惑星（2378）Pannekoekに彼の名前が付けられた。

## 左翼活動家として
1902年に社会民主労働党 (オランダ)へ入党し、カール・カウツキーと密接な関係のもと、正統派マルクス主義の理論家としてアナーキズム、修正主義への批判を行う。1903年のオランダにおける鉄道ストライキ以降は上層部の改良主義と急進派との対立によって党は分裂し、パンネクークは社会民主党 (オランダ)の結党に加わる。1910年の大衆ストライキを機にカール・カウツキー批判に転じ、カウツキーの理論を「行動なき待機の理論」と断ずるようになった。
第一次世界大戦中はツィンマーヴァルト運動左派に与し、ロシア革命ではボリシェヴィキを支持し、プロレタリア独裁とソビエト制度を自らの原点とした。ドイツ革命においてはパンネクークの属する社会民主党左翼急進派はスパルタクス団と合同でドイツ共産党を創立したが、ドイツ共産党第二回党大会で社会民主党左翼急進派が排除されると、1920年にドイツ共産主義労働者党を結成する。この分裂からパンネクークらとコミンテルンはヨーロッパにおける革命の方針の違いから対立を深めてゆく。